# Prvi efeški koncil
Prvi efeški koncil je potekal leta 431 v Efezu. Na njem so obsodili nestorianizem in potrdili uporabo poimenovanja Marija Božja mati.

## Zgodovina in potek

### Nestorijeva herezija
V Carigradu (Konstantinoplu) sta začela duhovnik Anastazij in patriarh Nestorij pod vplivom antiohijske teološke šole učiti, da Kristus ni bil Bog in človek v eni osebi; poleg dveh narav je Nestorij oznanjal tudi dve osebi v Kristusu, božjo in človeško, ter odklanjal Marijino božje materinstvo. aleksandrijski patriarh Ciril pa je v duhu aleksandrijske šole, ki se je držala Atanazijevega in Markovega apostolskega izročila, zagovarjal Kristusovo božanstvo. Pisal je papežu v Rim o vsej zadevi; ker Celestin ni takoj ukrepal, je Nestorij to razlagal v svoj prid. Zato je končno papež Celestin 430 sklical v Rimu sinodo, ki je obsodila Nestorijev nauk. Od njega je papež prek posrednika Cirila zahteval, naj herezijo prekliče v roku desetih dni, vendar brez uspeha. 

### Efeški koncil
Razkol se je zaostroval. Naslednje leto je cesar Teodozij (408-450) sklical vesoljni koncil v Efezu za vzhodne škofe - papež je tja poslal tri svoje legate, ki so prebrali njegovo pismo z obsodbo nestorijanstva s priporočilom, naj škofje vztrajajo v isti ljubezni, slogi in zvestobi, kakršno je oznanjal apostol Janez, ob čigar relikvijah so zborovali. Koncilski očetje so papeževo pismo navdušeno pozdravili. Koncil, na katerem je bilo navzočih 190 škofov, je začel delo 22. junija 431. Cerkveni zbor je obsodil nestorianizem in poudaril, da je Marija Bogorodnica (Božja Porodnica, Bogorodica).   
Nestorija je koncil izobčil, a cesar ga je pregnal s carigrajskega sedeža. On se je brez ugovora umaknil v svoj samostan v Antiohiji ter umrl v izgnanstvu v Egiptu 450. 